# بت ویکتور
بت ویکتور یک بنگاه شرط بندی  مستقل است. این شرکت با داشتن تخصص در شرط‌بندی آنلاین ورزشی، در حال حاضر کازینو آنلاین نیز برگزار می‌کند. این شرکت هم‌اکنون متعلق به تاجر سرشناس iiVICTOR است که دارای دفتر مرکزی در جبل الطارق و همچنین اهنگساز و تنظیم کننده در امریکا است.